# Juan M. García
Juan M. García Garza (Monterrey, Nuevo León, 21 de septiembre de 1885 - ibídem, 13 de febrero de 1957) fue un político mexicano que fue, tanto alcalde de su natal Monterrey, como gobernador de Nuevo León, cargo en el cual fue depuesto y desaforado por motivos políticos.

## Biografía
Nació en Monterrey, Nuevo León, el 21 de septiembre de 1885, siendo hijo de Candelario García Elizondo y de María de Jesús Garza Rendón. Su participación en la política fue agitada y siempre estuvo en oposición a las corrientes oficialistas, lo que le valió constantes aprehensiones y destierros; incluso a la postre, ya siendo gobernador, esta actitud le valdría el desafuero.
Opositor de Obregón y de Calles, participó en cuanta asonada, motín o revolución se fraguó contra éstos, actuando siempre en favor de todos los candidatos de oposición.
En 1913, cuando contendían por la alcaldía de Monterrey Nicéforo Zambrano y Gregorio D. Martínez, García fue detenido, pues se le acusó de intervenir en los comicios.
Juan M. García había sido tres veces candidato a la gubernatura de Nuevo León, hasta que finalmente resultó elegido e inició su gobierno el 5 de febrero de 1921. Al año siguiente, tras graves desórdenes, el Congreso Local acusó al gobernador García de hacer causa común con las actividades revolucionarias del general Antonio I. Villarreal, motivo por el cual fue desaforado el 4 de abril de 1922. En su lugar se designó al doctor Ramiro Tamez.
A pesar de ello, García continuó sus actividades en las filas de la oposición; en 1923 secundó la rebelión delahuertista y en 1928 el escobarista. Sólo hasta entonces se retiró de la política y se dedicó a la industria de las pieles. Falleció en Monterrey el 13 de febrero de 1957.